# Leptonsko število
Leptonsko število (tudi leptonski naboj) (oznaka {\displaystyle L\,}) je za sistem enako številu leptonov zmanjšano za število antileptonov.
To lahko zapišemo kot
{\displaystyle L=n_{\ell }-n_{\overline {\ell }}}
kjer je
- {\displaystyle n_{\ell }\,} število leptonov
- {\displaystyle n_{\overline {\ell }}\,} število antileptonov

Kadar v sistemu nastopajo še delci, ki niso leptoni, zanje vzamemo vrednost 0. 
Vsi leptoni imajo leptonsko število enako +1, antileptoni pa -1. Delci, ki niso leptoni, pa imajo leptonsko število enako 0.  Leptonsko število je aditivno, kar pomeni, da se ohranja njegova vsota. 
V naslednji preglednici so nevedena leptonska števila za osnovne delce:
Razen leptonskega števila (oznaka {\displaystyle L\,}) se uporablja še leptonsko število, ki pripada leptonski družini :
- elektronsko leptonsko število (oznaka {\displaystyle L_{e}\,}) za elektron in elektronski nevtrino
- mionsko leptonsko število (oznaka {\displaystyle L_{\mu }\,}) za elektron in mionski nevtrino
- tauonsko leptonsko število (oznaka {\displaystyle L_{\tau }\,}) za tauon in tauonski nevtrino

To lahko zapišemo kot
{\displaystyle L=L_{e}+L_{\mu }+L_{\tau }=n_{\ell }-n_{\overline {\ell }}}.

## Ohranitev leptonskega števila
Standardni model zahteva, da se ohranja vsota leptonskih števil delcev pri interakcijah. To pomeni, mora biti pred in po interakciji vsota leptonskih števil enaka.
Primer : razpad beta
{\displaystyle {\begin{matrix}&n&\rightarrow &p&+&e^{-}&+&{\overline {\nu }}_{e}\\L:&0&=&0&+&1&-&1\end{matrix}}}
Pred razpadom beta je bilo leptonsko število enako 0 (nevtron in proton  imata leptonsko število enako 0, elektron 1, elektronski antinevtrino pa -1). Ta vrednost je ostala za vse nastale delce tudi po razpadu.
V leptonski družini se ohranja tudi leptonsko število za leptonsko družino.
{\displaystyle {\begin{matrix}&\mu ^{-}&\rightarrow &e^{-}&+&{\overline {\nu }}_{e}&+&\nu _{\mu }\\L:&1&=&1&-&1&+&1\\L_{e}:&0&=&1&-&1&+&0\\L_{\mu }:&1&=&0&+&0&+&1\end{matrix}}}
Leptonski števili za elektronsko družino leptonov in za mionsko družino sta ostali enaki. Prav tako se je tudi ohranilo skupno leptonsko število.
Število leptonske družine bi se v standardnem modelu ohranilo, če bi bil nevtrino brez mase. Lepton pa kaže majhno maso in je zakon o ohranitvi leptonskega števila za družino vedno ne velja. V okviru standardnega modela pa zakon o ohranitvi leptonskega števila velja. 